# Changhong
Sichuan Changhong Electric Co. (Changhong) è un'azienda cinese di elettronica di consumo con sede a Mianyang.

## Storia
Fu fondata nel 1958 ed oggi è il secondo più grande produttore di televisori in Cina. Nel 2004, il 90% dei televisori esportati dalla Cina agli Stati Uniti era prodotto da Changhong. Produce anche batterie di ferro-nichel. Nel 2013 presenta il telefono cellulare Z9 con una batteria da 5000 mAh.